# Liste des maires d'Hénin-Beaumont
Cet article dresse une liste par ordre de mandat des maires d'Hénin-Liétard (1790-1971) puis d'Hénin-Beaumont (depuis 1971).

## Liste des maires

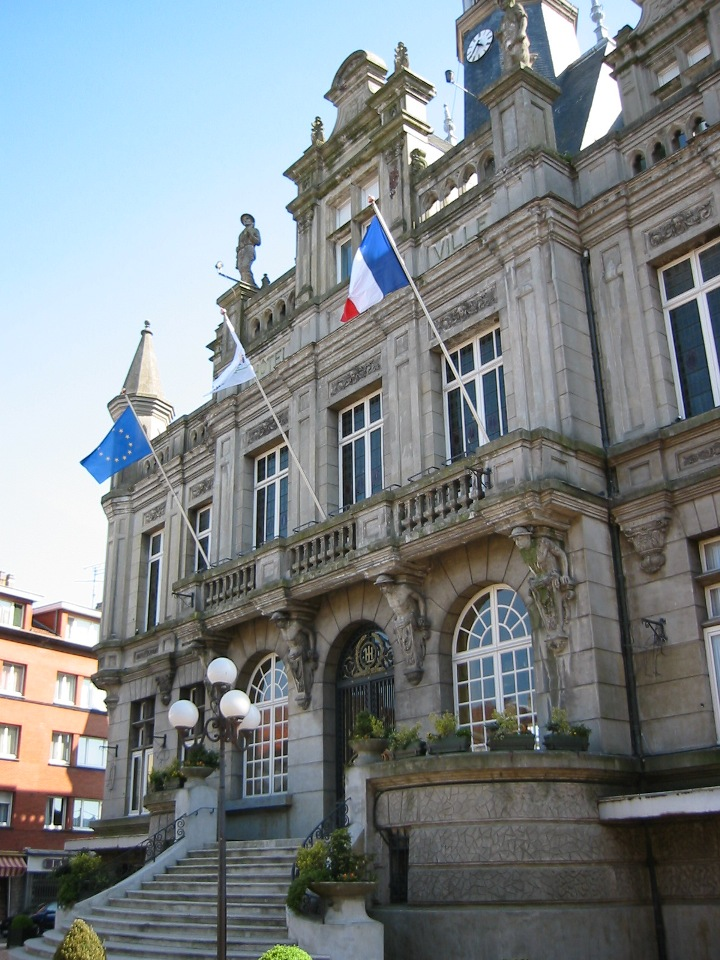
L'hôtel de ville d'Hénin-Beaumont.

| Période          | Période      | Identité              | Étiquette   | Qualité                                                                                            |
| ---------------- | ------------ | --------------------- | ----------- | -------------------------------------------------------------------------------------------------- |
| 1790             | 1790         | M. Chevalier          |             | |
| 1790             | 1790         | M. Delval             |             | |
| 1790             | 1791         | M. Lamand             |             | |
| 1791             | 1793         | M. Willox             |             | |
| 1793             | 1795         | M. Delbarre           |             | |
| 1795             | 1796         | Martin Caron          |             | |
| 1796             | 1800         | Bernard Dujardin      |             | |
| 1800             | 1817         | Pierre-Louis Marechal |             | |
| 1817             | 1820         | M. Platel             |             | |
| 1820             | 1825         | Eugène Caullet        |             | |
| 1825             | 1846         | François Senechal     |             | |
| 1846             | 1848         | Caullet & Gruyelle    |             | |
| 1848             | 1852         | Napoléon Demarquette  |             | |
| 1852             | 1867         | Alexis Caullet        |             | |
| 1867             | 1870         | Louis Dancoisne       |             | |
| 1870             | 1871         | Paul Galland          |             | |
| 1871             | 1875         | Napoléon Demarquette  |             | |
| 1875             | 1895         | Élie Gruyelle         |             | |
| 1895             | 1896         | Jules Hurez           |             | |
| 1896             | 1898         | Amédée Thelliez       |             | |
| 1898             | 1900         | Athanase Vilain       |             | |
| 1900             | 1904         | Americ Wagon          |             | |
| 1904             | 1919         | Léon Pruvot           |             | |
| 1919             | 1940         | Adolphe Charlon       | SFIO        | |
| 1940             |              | Père Brunner          |             | Bénédictin                                                                                         |
| 1941             | 1943         | J. Bridoux            |             | |
| 1943             | 1944         | M. Calmet             |             | |
| 2 septembre 1944 | mai 1945     | Julien Splingart      |             | |
| mai 1945         | octobre 1947 | Nestor Calonne        | PCF         | Député (1945 → 1946) Sénateur (1946 → 1958)                                                        |
| 1953             | 1968         | Fernand Darchicourt   | SFIO        | Député (1958 → 1968) Conseiller général (1953 → 1959)                                              |
| 1969             | 1989         | Jacques Piette        | PS          | Conseiller général (1967 → 1985) Président de la CA Hénin-Carvin (1968 → 1989)                     |
| 1989             | 2001         | Pierre Darchicourt    | PS          | Conseiller régional Conseiller général (1985 → 1992) Président de la CA Hénin-Carvin (1989 → 2001) |
| 2001             | 28 mai 2009  | Gérard Dalongeville,  | DVG puis PS | Révoqué                                                                                            |
| 12 juillet 2009  | mai 2010     | Daniel Duquenne       | DVG         | Cadre territorial Démissionnaire, puis déclaré inéligible                                          |
| 25 mai 2010,     | mars 2014    | Eugène Binaisse       | DVG         | Principal de collège à la retraite                                                                 |
| 30 mars 2014,    | en cours     | Steeve Briois,        | FN/RN       | Conseiller régional (1998 → 2015) Député européen (2014 → 2019)                                    |